# Riu d'Enclar
El riu d'Enclar és un riu del Principat d'Andorra. És un afluent, per l'esquerra, del riu Valira. Té el seu origen a la Serra d'Enclar a una altitud d'entre 2.406 i 2.317 metres entre el Pic d'Ós i el Pic d'Enclar. S'uneix al riu Valira prop de Santa Coloma d'Andorra.
El riu i la seva conca es van formar per la fusió d'una antiga glacera.
Fa el límit de les parròquies andorranes de Sant Julià de Lòria i d'Andorra la Vella.